# FIVB World Tour 2007 der Frauen
Die FIVB World Tour 2007 der Frauen bestand aus 16 Beachvolleyball-Turnieren, von denen vier als Grand Slam und zwölf als Open ausgetragen wurden. Hinzu kam die Weltmeisterschaft in Gstaad in der Schweiz.

## Turniere

### China Open in Shanghai (1. bis 6. Mai)
| Platz | Team                                   |
| ----- | -------------------------------------- |
| 1     | Tian Jia / Wang Jie                    |
| 2     | Nila Ann Håkedal / Ingrid Tørlen       |
| 3     | Talita Antunes / Renata Ribeiro        |
| 4     | Leila Barros / Ana Paula Connelly      |
| 5     | Maria Clara Salgado / Carolina Solberg |
| 5     | Xue Chen / Zhang Xi                    |
| 7     | Tamsin Barnett / Natalie Cook          |
| 7     | Sara Goller / Laura Ludwig             |

Bestes deutsches Team wurden Goller / Ludwig, Stefanie und Doris Schwaiger aus Österreich belegten den neunten Rang, die Schweizer Duos scheiterten in der Qualifikation. 

In den Halbfinals setzten sich Tian Jia / Wang gegen Leila / Ana Paula und Håkedal / Tørlen gegen Renata und Talita durch. Die Finalspiele endeten jeweils 2:1 für die Siegerinnen.

### Singapur Open in Sentosa (22. bis 27. Mai)
| Platz | Team                                      |
| ----- | ----------------------------------------- |
| 1     | Talita Antunes / Renata Ribeiro           |
| 2     | Tian Jia / Wang Jie                       |
| 3     | Xue Chen / Zhang Xi                       |
| 4     | Larissa França / Juliana Felisberta Silva |
| 5     | Shelda Bede / Adriana Behar               |
| 5     | Nila Ann Håkedal / Ingrid Tørlen          |
| 7     | Milagros Crespo / Imara Esteves Ribalta   |
| 7     | Rebekka Kadijk / Merel Mooren             |

Die Schwaiger Schwestern, Rieke Brink-Abeler / Hella Jurich sowie Stephanie Pohl und Okka Rau wurden jeweils Neunte, ein Schweizer Team schaffte es nicht in den Hauptwettbewerb.

In der Vorschlussrunde duellierten sich die chinesischen Beachpaare Tian Jia / Wang und Xue / Zhang Xi sowie Talita und Renate mit ihren Landsfrauen Larissa und Juliana, in den Endspielen gab es Zwei-Satz-Siege.

### Korea Open in Seoul (30. Mai bis 3. Juni)
| Platz | Team                                      |
| ----- | ----------------------------------------- |
| 1     | Tamsin Barnett / Natalie Cook             |
| 2     | Tian Jia / Wang Jie                       |
| 3     | Larissa França / Juliana Felisberta Silva |
| 4     | Leila Barros / Ana Paula Connelly         |
| 5     | Wang Lu / Zuo Man                         |
| 5     | Talita Antunes / Renata Ribeiro           |
| 7     | Shelda Bede / Adriana Behar               |
| 7     | Xue Chen / Zhang Xi                       |

Die Österreicherinnen Sara Montagnolli und Sabine Swoboda waren als Dreizehnte weiter vorne platziert als die besten Deutschen Ludwig / Goller auf dem siebzehnten Platz. Auch dieses Mal konnte sich kein eidgenössisches Team im Vorwettkampf durchsetzen.

Nach ihrem Sieg über Larissa / Juliana standen Tian Jia / Wang zum dritten Mal in Folge im Spiel um die Goldmedaille, konnten sich aber nicht gegen Barnett / Cook durchsetzen, die zuvor Leila und Ana Paula ausgeschaltet hatten.

### Poland Open in Warschau (5. bis 10. Juni)
| Platz | Team                                      |
| ----- | ----------------------------------------- |
| 1     | Larissa França / Juliana Felisberta Silva |
| 2     | Shelda Bede / Adriana Behar               |
| 3     | Xue Chen / Zhang Xi                       |
| 4     | Talita Antunes / Renata Ribeiro           |
| 5     | Tian Jia / Wang Jie                       |
| 5     | Tamsin Barnett / Natalie Cook             |
| 7     | Vasiliki Arvaniti / Vassiliki Karadassiou |
| 7     | Stephanie Pohl / Okka Rau                 |

Der siebte Platz von Stephanie Pohl und Okka Rau sowie der dreizehnte Rang von Stefanie und Doris Schweiger waren die besten Ergebnisse in Warschau aus deutschsprachiger Sicht. Zum ersten Mal in dieser Saison standen mit Isabelle Forrer und Sarah Schmocker Schweizerinnen in einem Hauptwettbewerb einer FIVB World Tour Veranstaltung, die beiden verabschiedeten sich jedoch sieglos aus Polens Hauptstadt.

Die Runde der letzten Vier war mit Ausnahme von Xue / Zhang Xi, die nach der Niederlage gegen Adriana Behar und Shelda den Bronzerang erkämpften, eine rein brasilianische Angelegenheit. Larissa / Juliana konnten nach ihrem Sieg über Talita / Renata auch das Finale in zwei Sätzen für sich entscheiden.

### Portugal Open in Espinho (11. bis 16. Juni)
| Platz | Team                                        |
| ----- | ------------------------------------------- |
| 1     | Larissa França / Juliana Felisberta Silva   |
| 2     | Sara Goller / Laura Ludwig                  |
| 3     | Talita Antunes / Renata Ribeiro             |
| 4     | Vasiliki Arvaniti / Vassiliki Karadassiou   |
| 5     | Efthalia Koutroumanidou / Maria Tsiartsiani |
| 5     | Rieke Brink-Abeler / Hella Jurich           |
| 7     | Milagros Crespo / Imara Esteves Ribalta     |
| 7     | Tian Jia / Wang Jie                         |

Montagnolli / Swoboda standen auf Platz dreizehn im Endklassement, besser lief es für Rieke Brink-Abeler und Hella Jurich als Fünfte. Trotz dieser im Verhältnis zu den vorigen vier Veranstaltungen erfolgreichsten Platzierung eines deutschen Teams wurden sie von einem anderen Duo übertroffen. Sara Goller und Laura Ludwig mussten sich nach ihrem Sieg über die Griechinnen Arvaniti / Karadassiou nur gegen Larissa und Juliana geschlagen geben und wurden mit der Silbermedaille belohnt.

### France Grand Slam in Paris (18. bis 24. Juni)
| Platz | Team                                      |
| ----- | ----------------------------------------- |
| 1     | Misty May-Treanor / Kerri Walsh           |
| 2     | Tian Jia / Wang Jie                       |
| 3     | Rachel Wacholder / Tyra Turner            |
| 4     | Larissa França / Juliana Felisberta Silva |
| 5     | Xue Chen / Zhang Xi                       |
| 5     | Nicole Branagh / Elaine Youngs            |
| 5     | Sara Montagnolli / Sabine Swoboda         |
| 5     | Tamsin Barnett / Natalie Cook             |

Die Österreicherinnen Montagnolli und Swoboda hatten als Fünfte im Verhältnis zu den deutschen Beachpaaren Brink-Abeler / Jurich und Helke Claasen / Antje Röder auf den geteilten neunten Plätzen das bessere Ende für sich.

Im Vergleich China gegen Brasilien mussten sich diesmal Larissa und Juliana geschlagen geben, während im inneramerikanischen Duell May-Treanor / Walsh triumphierten und sich anschließend auch den Gesamtsieg sicherten.

### Norway Grand Slam in Stavanger (26. bis 30. Juni)
| Platz | Team                                      |
| ----- | ----------------------------------------- |
| 1     | Jennifer Boss / April Ross                |
| 2     | Tian Jia / Wang Jie                       |
| 3     | Misty May-Treanor / Kerri Walsh           |
| 4     | Sara Goller / Laura Ludwig                |
| 5     | Stephanie Pohl / Okka Rau                 |
| 5     | Vasiliki Arvaniti / Vassiliki Karadassiou |
| 5     | Tamsin Barnett / Natalie Cook             |
| 5     | Leila Barros / Ana Paula Connelly         |

Aus der Country Quota über die Qualifikation zur Goldmedaille. Die Erfolgsgeschichte von Jennifer Boss und April Ross beim Grand Slam in Stavanger endete mit dem Sieg über Tian Jia / Wang. Zuvor hatten die US-Amerikanerinnen schon Goller / Ludwig bezwungen, die auch das Spiel um den dritten Platz gegen das zweite Team aus den Vereinigten Staaten nicht gewinnen konnten. 

Nur Randnotizen waren da der fünfte Platz von Stephanie Pohl und Okka Rau, der siebzehnte Rang von Montagnolli und Swoboda sowie das sieglose Saisondebüt im Hauptfeld eines World Tour Events der Schweizerinnen Simone Kuhn und Lea Schwer.

### Canada Open in Montreal (3. bis 8. Juli)
| Platz | Team                                      |
| ----- | ----------------------------------------- |
| 1     | Misty May-Treanor / Kerri Walsh           |
| 2     | Xue Chen / Zhang Xi                       |
| 3     | Shelda Bede / Adriana Behar               |
| 4     | Leila Barros / Ana Paula Connelly         |
| 5     | Tamsin Barnett / Natalie Cook             |
| 5     | Vasiliki Arvaniti / Vassiliki Karadassiou |
| 7     | Rebekka Kadijk / Merel Mooren             |
| 7     | Susanne Glesnes / Kathrine Maaseide       |

Nach sieben sieglosen Wettkämpfen gab es endlich Erfolge für ein Schweizer Team. Simone Kuhn und Lea Schwer besiegten zwei Gegnerpaare in Montreal und wurden mit Platz dreizehn belohnt. Während aus der anderen Alpenrepublik kein Beachduo in Kanada am Start war, blieben die Deutschen Geeske Banck und Susanne Lahme ohne Spiel- und Satzgewinn.

Um die vorderen Plätze kämpften diesmal die späteren Siegerinnen Walsh / May-Treanor gegen Leila / Ana Paula sowie Xue / Zhang Xi gegen Adriana Behar / Shelda Bede mit dem besseren Ende für die Chinesinnen.

### Germany Grand Slam in Berlin (10. bis 14. Juli)
| Platz | Team                                      |
| ----- | ----------------------------------------- |
| 1     | Misty May-Treanor / Kerri Walsh           |
| 2     | Larissa França / Juliana Felisberta Silva |
| 3     | Tian Jia / Wang Jie                       |
| 4     | Leila Barros / Ana Paula Connelly         |
| 5     | Talita Antunes / Renata Ribeiro           |
| 5     | Xue Chen / Zhang Xi                       |
| 5     | Nicole Branagh / Elaine Youngs            |
| 5     | Rieke Brink-Abeler / Hella Jurich         |

Während Brink-Abeler / Jurich in der Hauptstadt ihres Heimatlandes zu den besten acht Teams gehörten und drei weitere deutsche Paare die Gruppenphase überstanden, scheiterten Montagnolli / Swoboda als beste Österreicherinnen im Achtelfinale und die Schweizerinnen Kuhn / Schwer blieben wie schon im vorletzten Wettkampf in Norwegen sieglos.

Zum vierten Mal in Folge stand ein US-amerikanisches Siegerpaar auf der obersten Stufe des Siegerpodests. Walsh / May-Treanor besiegten zunächst Leila / Ana Paula und anschließend deren Landsfrauen Larissa / Juliana, die zuvor Tian Jia / Wang bezwungen hatten.

### France Open in Marseille (17. bis 21. Juli)
| Platz | Team                                        |
| ----- | ------------------------------------------- |
| 1     | Talita Antunes / Renata Ribeiro             |
| 2     | Xue Chen / Zhang Xi                         |
| 3     | Tian Jia / Wang Jie                         |
| 4     | Efthalia Koutroumanidou / Maria Tsiartsiani |
| 5     | Sara Goller / Laura Ludwig                  |
| 5     | Stephanie Pohl / Okka Rau                   |
| 7     | Ágatha Bednarczuk / Shaylyn Bede            |
| 7     | Wang Lu / Zuo Man                           |

Ein chinesisches Duell im Halbfinale, mit Efthalia Koutroumanidou und Maria Tsiartsiani zum zweiten Mal in diesem Jahr ein griechisches Team in der Vorschlussrunde und mit Talita und Renata nach langer Zeit mal wieder ein brasilianisches Siegerteam, für die nach dem Erfolg gegen die Griechinnen auch Xue / Zhang Xi kein Stolperstein war, dazu fünfte Plätze sowohl für Goller / Ludwig als auch für Pohl / Rau und zum dritten Mal kein Spielgewinn für Kuhn / Schwer, das ist die Bilanz der zweiten World Tour Veranstaltung in Frankreich.

### Weltmeisterschaft in Gstaad (24. bis 28. Juli)
siehe auch Hauptartikel Beachvolleyball-Weltmeisterschaft 2007
| Platz | Team                                      |
| ----- | ----------------------------------------- |
| 1     | Misty May-Treanor / Kerri Walsh           |
| 2     | Tian Jia / Wang Jie                       |
| 3     | Larissa França / Juliana Felisberta Silva |
| 4     | Xue Chen / Zhang Xi                       |
| 5     | Helke Claasen / Antje Röder               |
| 5     | Nicole Branagh / Elaine Youngs            |
| 5     | Maria Clara Salgado / Carolina Solberg    |
| 5     | Stephanie Pohl / Okka Rau                 |

| Platz | Team                                      |
| ----- | ----------------------------------------- |
| 9     | Tamsin Barnett / Natalie Cook             |
| 9     | Vasiliki Arvaniti / Vassiliki Karadassiou |
| 9     | Rieke Brink-Abeler / Hella Jurich         |
| 9     | Talita Antunes / Renata Ribeiro           |
| 9     | Wang Lu / Zuo Man                         |
| 9     | Susanne Glesnes / Kathrine Maaseide       |
| 9     | Rachel Wacholder / Tyra Turner            |
| 9     | Milagros Crespo / Imara Esteves Ribalta   |

### Austria Grand Slam in Klagenfurt (31. Juli bis 4. August)
| Platz | Team                                      |
| ----- | ----------------------------------------- |
| 1     | Misty May-Treanor / Kerri Walsh           |
| 2     | Larissa França / Juliana Felisberta Silva |
| 3     | Sara Goller / Laura Ludwig                |
| 4     | Xue Chen / Zhang Xi                       |
| 5     | Talita Antunes / Renata Ribeiro           |
| 5     | Vasiliki Arvaniti / Vassiliki Karadassiou |
| 5     | Susanne Glesnes / Kathrine Maaseide       |
| 5     | Jennifer Boss / April Ross                |

Auch diesmal gelang den Eidgenossinnen Kuhn / Schwer kein Sieg in der Poolphase und für Stefanie und Doris Schwaiger war das Achtelfinale Endstation im Heim Grand Slam.

Nach der Niederlage gegen Walsh / May-Treanor und dem anschließenden Sieg über Xue / Zhang Xi war für Sara Goller und Laura Ludwig das dritte Erreichen der Vorschlussrunde gleichbedeutend mit dem zweiten Medaillengewinn in diesem Spieljahr.

### Norway Open in Kristiansand (6. bis 11. August)
| Platz | Team                                      |
| ----- | ----------------------------------------- |
| 1     | Larissa França / Juliana Felisberta Silva |
| 2     | Xue Chen / Zhang Xi                       |
| 3     | Tian Jia / Wang Jie                       |
| 4     | Stephanie Pohl / Okka Rau                 |
| 5     | Rieke Brink-Abeler / Hella Jurich         |
| 5     | Nila Ann Hakedal / Ingrid Torlen          |
| 7     | Simone Kuhn / Lea Schwer                  |
| 7     | Liesbet Van Breedam / Liesbeth Mouha      |

Zum ersten Mal in dieser Saison standen zwei Schweizer Duos im Hauptfeld eines Grand Slam oder Open Event und ebenfalls zum ersten Mal konnte mit Simone Kuhn und Lea Schwer ein eidgenössisches Team eine Top-Ten-Platzierung erringen, während die Österreicherinnen Montagnolli / Swoboda und Schwaiger / Schwaiger mit dem geteilten siebzehnten Rang vorlieb nehmen mussten.

Deutlich besser lief es für die Deutschen. So beendeten Brink-Abeler / Jurich die zweite Veranstaltung in Norwegen auf dem fünften Platz. Stephanie Pohl und Okka Rau gelang sogar der Einzug ins Halbfinale, nach den Niederlagen gegen die beiden besten chinesischen Beachpaare wurden sie im Endklassement in Kristiansand Vierte. Dagegen konnten Larissa und Juliana die asiatischen Teams bezwingen.

### Finland Open in Åland (13. bis 18. August)
| Platz | Team                                      |
| ----- | ----------------------------------------- |
| 1     | Larissa França / Juliana Felisberta Silva |
| 2     | Tian Jia / Wang Jie                       |
| 3     | Xue Chen / Zhang Xi                       |
| 4     | Adriana Behar / Ana Paula Connelly        |
| 5     | Wang Lu / Zuo Man                         |
| 5     | Talita Antunes / Renata Ribeiro           |
| 7     | Dalixia Fernández / Tamara Larrea         |
| 7     | Rieke Brink-Abeler / Hella Jurich         |

Die Halbfinalistinnen von Kristiansand belegten diesmal als schlechtestes von vier deutschen Teams immerhin den dreizehnten geteilten Platz ebenso wie Montagnolli / Swoboda und Kuhn / Schwer. Rieke Brink-Abeler und Hella Jurich wurden als bestes deutschsprachiges Duo in Åland Siebte. 

Auf dem Treppchen in Finnland standen die gleichen Personen wie eine Woche zuvor in Norwegen. Der einzige Unterschied war, dass sich durch den Sieg im chinesischen Semifinale Tian Jia / Wang die Silbermedaille sicherten, während sich Xue / Zhang Xi mit Bronze begnügen mussten.

### Russia Open in Sankt Petersburg (28. August bis 1. September)
| Platz | Team                                      |
| ----- | ----------------------------------------- |
| 1     | Larissa França / Juliana Felisberta Silva |
| 2     | Jennifer Boss / April Ross                |
| 3     | Nicole Branagh / Elaine Youngs            |
| 4     | Vasiliki Arvaniti / Vassiliki Karadassiou |
| 5     | Adriana Behar / Ana Paula Connelly        |
| 5     | Talita Antunes / Renata Ribeiro           |
| 7     | Nila Ann Hakedal / Ingrid Torlen          |
| 7     | Alexandra Moissejewa / Natalja Urjadowa   |

Neunte in Russland wurden die Schweizerinnen Kuhn / Schwer, auf dem siebzehnten Platz beendeten die beiden besten österreichischen Duos die Open in Sankt Petersburg. Deutsche Teams waren wegen der parallel stattfindenden Deutschen Meisterschaft nicht am Start.

Zum dritten Mal in Folge gab es Gold für Larissa und Juliana nach ihren Siegen über die beiden US-amerikanischen Paare und zum dritten Mal überhaupt erreichte ein griechisches Beachduo ein Halbfinale in dieser Saison.

### Brazil Open in Fortaleza (24. bis 29. September)
| Platz | Team                                      |
| ----- | ----------------------------------------- |
| 1     | Misty May-Treanor / Kerri Walsh           |
| 2     | Larissa França / Juliana Felisberta Silva |
| 3     | Nicole Branagh / Elaine Youngs            |
| 4     | Shelda Bede / Adriana Behar               |
| 5     | Jennifer Boss / April Ross                |
| 5     | Talita Antunes / Renata Ribeiro           |
| 7     | Sara Goller / Laura Ludwig                |
| 7     | Sandra Pires / Ana Paula Connelly         |

Goller / Ludwig als Siebte, Kuhn / Schwer als Neunte und Schwaiger / Schwaiger als Siebzehnte waren in Fortaleza die besten Teams ihres Heimatlandes.

Brasilien gegen Brasilien und USA gegen USA lauteten die Halbfinalbegegnungen im Bundesstaat Ceará. In den Endspielen triumphierten die Duos aus Nordamerika.

### Mexiko Open (23. bis 27. Oktober)
Die in Acapulco geplante Veranstaltung wurde abgesagt.

### Thailand Open in Phuket (31. Oktober bis 4. November)
| Platz | Team                                   |
| ----- | -------------------------------------- |
| 1     | Misty May-Treanor / Kerri Walsh        |
| 2     | Nicole Branagh / Elaine Youngs         |
| 3     | Tian Jia / Wang Jie                    |
| 4     | Rieke Brink-Abeler / Hella Jurich      |
| 5     | Rachel Wacholder / Tyra Turner         |
| 5     | Maria Clara Salgado / Carolina Solberg |
| 7     | Wang Lu / Zuo Man                      |
| 7     | Talita Antunes / Renata Ribeiro        |

Beim letzten Wettkampf des Jahres kamen die Schwaiger Schwestern und Geeske Banck / Anja Günther als zweitbestes deutsches Team auf den geteilten neunten Rang, Kuhn / Schwer wurden Siebzehnte.

Ihr bestes Saisonergebnis gelang Rieke Brink-Abeler / Hella Jurich mit dem Erreichen des Semifinales in Phuket. Ihre Bezwingerinnen May-Treanor / Walsh waren auch im abschließenden US-amerikanischen Duell nicht zu schlagen.
Die Termine beinhalten sowohl die Country Quotas als auch die Qualifikationen!

## Auszeichnungen des Jahres 2007
| FIVB Tour Champion    | Larissa França / Juliana Felisberta Silva |
| Team of the year      | Larissa França / Juliana Felisberta Silva |
| Most Outstanding      | Kerri Walsh                               |
| Sportsperson          | Kerri Walsh, Misty May-Treanor            |
| Top Rookie            | April Ross                                |
| Most Inspirational    | Shelda Bede                               |
| Most Improved Player  | Laura Ludwig, Tamsin Barnett              |
| Best Blocker          | Kerri Walsh                               |
| Best Hitter           | Kerri Walsh                               |
| Best Offensive Player | Kerri Walsh, Misty May-Treanor            |
| Best Server           | Ana Paula Connelly                        |
| Best Setter           | Larissa França                            |
| Best Defensive Player | Misty May-Treanor                         |